# المجيب (أسماء الله الحسنى)
المجيب هو من أسماء الله الحسنى، اسم فاعل، ومعناه: الذي يجيب دعاء عباده.

## في القرآن الكريم
قد ورد في القرآن الكريم في قوله تعالى:﴿وَإِلَى ثَمُودَ أَخَاهُمْ صَالِحًا قَالَ يَا قَوْمِ اعْبُدُوا اللَّهَ مَا لَكُمْ مِنْ إِلَهٍ غَيْرُهُ هُوَ أَنْشَأَكُمْ مِنَ الْأَرْضِ وَاسْتَعْمَرَكُمْ فِيهَا فَاسْتَغْفِرُوهُ ثُمَّ تُوبُوا إِلَيْهِ إِنَّ رَبِّي قَرِيبٌ مُجِيبٌ ۝٦١﴾ سورة هود:61، وبصيغة الجمع في قوله تعالى: ﴿وَلَقَدْ نَادَانَا نُوحٌ فَلَنِعْمَ الْمُجِيبُونَ ۝٧٥﴾ سورة الصافات:75
- قال الطبري [1]:«﴿إن ربي قريب مجيب﴾ سورة هود:61، يقول: إن ربي قريب ممن أخلص له العبادة ورغب إليه في التوبة، مجيبٌ له إذا دعاه.»
- قال ابن القيم:[2]

- قال الشاعر:[2]

## أنواع الإجابة
1. إجابة عامة لكل من دعاه دعاء عبادة أو دعاء مسألة، ذكر القرآن : ﴿وَقَالَ رَبُّكُمُ ادْعُونِي أَسْتَجِبْ لَكُمْ إِنَّ الَّذِينَ يَسْتَكْبِرُونَ عَنْ عِبَادَتِي سَيَدْخُلُونَ جَهَنَّمَ دَاخِرِينَ ۝٦٠﴾ سورة غافر:60 فدعاء المسألة أن يقول العبد اللهم أعطني كذا أو اللهم ادفع عني كذا، فهذا يقع من البر والفاجر، ويستجيب الله فيه لكل من دعاه بحسب الحال المقتضية وبحسب ما تقتضيه حكمته. وهذا يُستدل به على كرم المولى وشمول إحسانه للبر والفاجر، ولا يدل بمجرده على حسن حال الداعي الذي أجيبت دعوته إن لم يقترن بذلك ما يدل عليه وعلى صدقه وتعيُّن الحق معه، كسؤال الأنبياء ودعائهم لقومهم وعلى قومهم فيجيبهم الله، فإنه يدل على صدقهم فيما أخبروا به وكرامتهم على ربهم، ولهذا كان النبي صلى الله عليه كثيراً ما يدعو بدعاء يشاهد المسلمون وغيرهم إجابته، وذلك من دلائل نبوته وآيات صدقه، وكذلك ما يذكرونه عن كثير من أولياء الله من إجابة الدعوات، فإنه من أدلة كراماتهم على الله.
2. إجابة خاصة، ولها أسباب عديدة، منها دعوة المضطر الذي وقع في شدة وكربة عظيمة، فإنَّ الله يجيب دعوته، ذكر القرآن : ﴿أَمْ مَنْ يُجِيبُ الْمُضْطَرَّ إِذَا دَعَاهُ وَيَكْشِفُ السُّوءَ وَيَجْعَلُكُمْ خُلَفَاءَ الْأَرْضِ أَإِلَهٌ مَعَ اللَّهِ قَلِيلًا مَا تَذَكَّرُونَ ۝٦٢﴾ سورة النمل:62، ومنها :طول السفر والتوسل إلى الله بأحب الوسائل إليه من أسمائه وصفاته ونعمه، وكذلك دعوة المريض، والمظلوم، والصائم والوالد على ولده أو له، وفي الأوقات التي يستحب فيها الدعاء مثل أدبار الصلوات، وأوقات السحر، وبين الأذان والإقامة، وعند النداء، ونزول المطر واشتداد البأس .[2]